# Brachymyrmex donisthorpei
Brachymyrmex donisthorpei är en myrart som beskrevs av Santschi 1939. Brachymyrmex donisthorpei ingår i släktet Brachymyrmex och familjen myror. Inga underarter finns listade.